# 奘房
“彭饥奘”（Okell拼音：hpoùñc̱ì caùñ；语委转写：bhun:kri:kyaung:），是缅甸语词汇，義爲僧庠，“奘”本意是庠序，代指寺院，是僧人——尤其是沙弥——启蒙学习的场所。在缅甸，这个词甚至还可以借指基督教的修道院。中国滇西地区称奘房（德宏傣語：ᥓᥩᥒᥰ，汉语拼音字母记音：zông²；傣龍語：ၵျွင်း，汉语拼音字母记音：jông⁴）或缅寺，是滇西地区对上座部佛教寺院的称呼。奘房這個稱呼來自緬甸佛教，在緬甸，佛寺與學校都简称为“奘”（羅馬化：kyaung:，Okell拼音：caùñ，汉语拼音字母记音：ja᷆ong），與漢語“庠”同源。爲作區別佛寺全稱“彭饥奘”，義爲“僧校”。
在中国滇西，缅寺多指临沧地区的佛寺，德宏保山更多称奘房而非缅寺，德宏奘房与临沧缅寺在建筑造型上有较大差异，西双版纳的则称作佛寺。奘房多为两层木结构干栏式建筑。奘房除了作为僧侣生活和信徒从事宗教活动的场所外，也是当地民众聚会、儿童学习的场所。中国境内的缅寺既是僧侣修行和居住的场所，也是儿童和沙弥学习文化的学校，甚至供民众聚会，这项传统便来自於缅甸。

## 緬甸

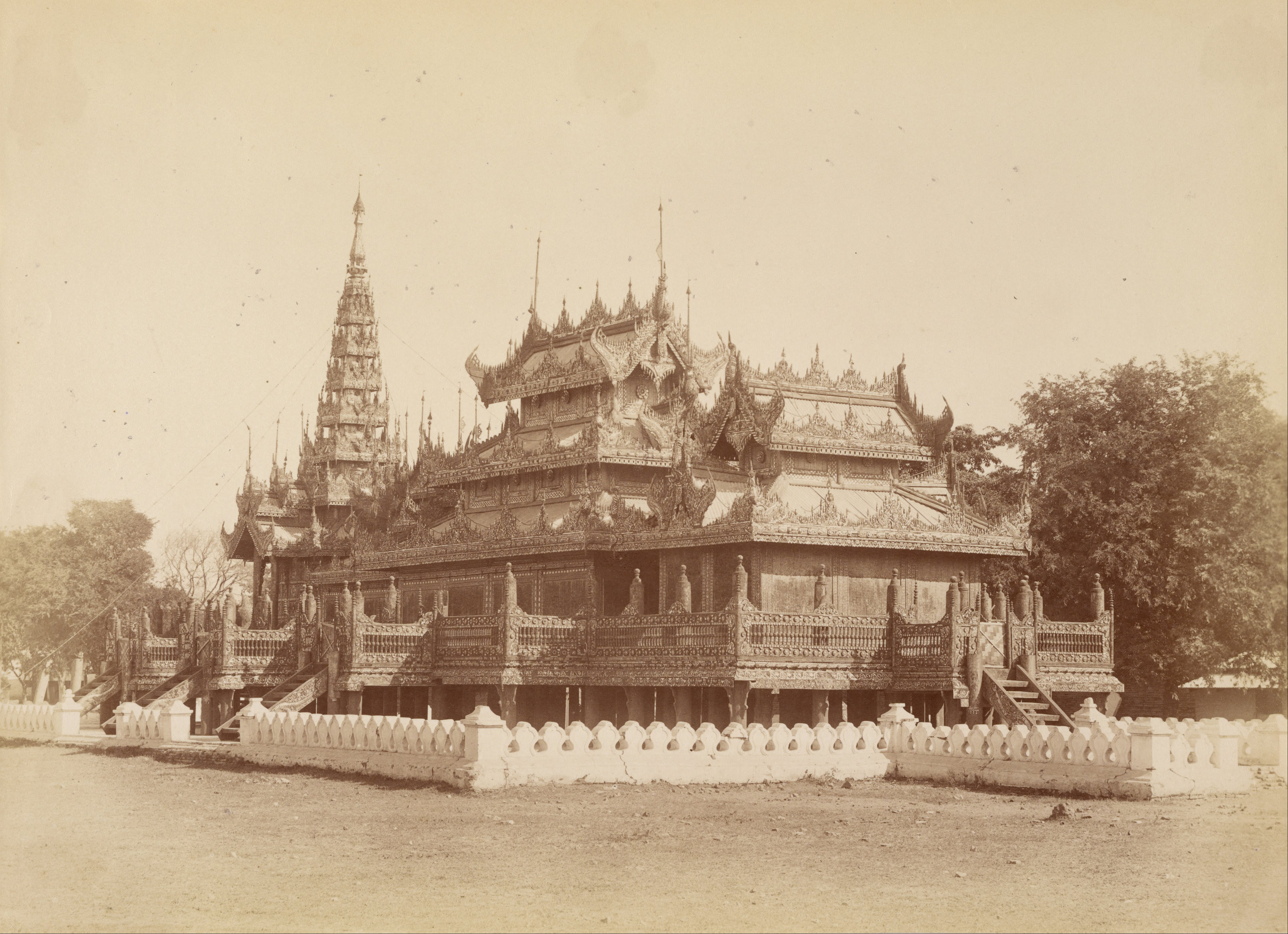
缅甸传统木结构僧庠

僧庠是缅甸传统村落的公共生活中心，是年轻人接受教育及社群兴办活动的场所。每逢工程落成、集体布施及佛教节庆期间，村民都会聚集在此。僧庠并非由僧人所建，而是由俗家子弟捐赠。传统上，缅甸僧庠是木结构建筑，易于腐败，因此缅甸境内始建于19世纪以前的僧庠已是所剩无几。根据2016年统计，缅甸境内共有62,649座男僧庠和4,106座女僧庠。
僧庠是缅甸传统社会不可或缺的一部分，是教育和知识传播的中心，大型的僧庠往往藏有大量经典。缅甸的传统僧院教育可追溯到蒲甘王朝时期，随着11世纪起，上座部佛教在缅甸的传播，僧院在缅甸逐步普及。1648年，东吁王朝他隆王创立僧侣考试制度，以各地大小僧庠为中心。缅甸百姓在这里学习缅甸文、巴利文、佛经和算术知识，这些知识还可在还俗后作为仕途的知识储备；此外，亦有教授世俗课程的僧庠，称为“普韦奘”（ပွဲကျောင်း），课程如天文、占星术、医术、按摩、占卜、骑术、剑术、箭术、工艺美术、拳击术、摔跤术、音乐、舞蹈等。贡榜王朝时期的波道帕耶等数个国王忌惮这些世俗僧庠滋生叛匪，因而打压限制其发展。1901年英属印度普查发现，缅甸20岁以上男性佛教徒的识字率高达60.3%，即可归功于僧院教育的普及。缅甸贡榜王朝覆灭，沦为英国殖民地后，僧院就步入式微，逐渐被西式的公立世俗学校取代。
缅甸僧庠往往有着华丽精巧的装饰，是缅甸建筑艺术的典例，有专门的法律规定其形制。僧庠是少有的可以建造多层重檐塔“比亚达”的场所。王家僧庠则以石制围栏为特色。
在緬甸，寺院還可以根據巴利語源（vihara）稱爲（wihara）；在泰国则叫作（Wihan）。另外，還有從“圍墻”（羅馬化：vāṭa）演變的傣仂文「ᩅᨯ᩠ᨰ」（waD+Dha）或「ᩅᨯ᩠ᨵ」（waD+dha）、新傣仂文「ᦞᧆ」、傣沅文“ᩅ᩠ᨯ᩶”（w+Da2）、泰語（wát）、寮語 (wat)、傣耶文（wâ̰t），中文稱爲“窪寺”。

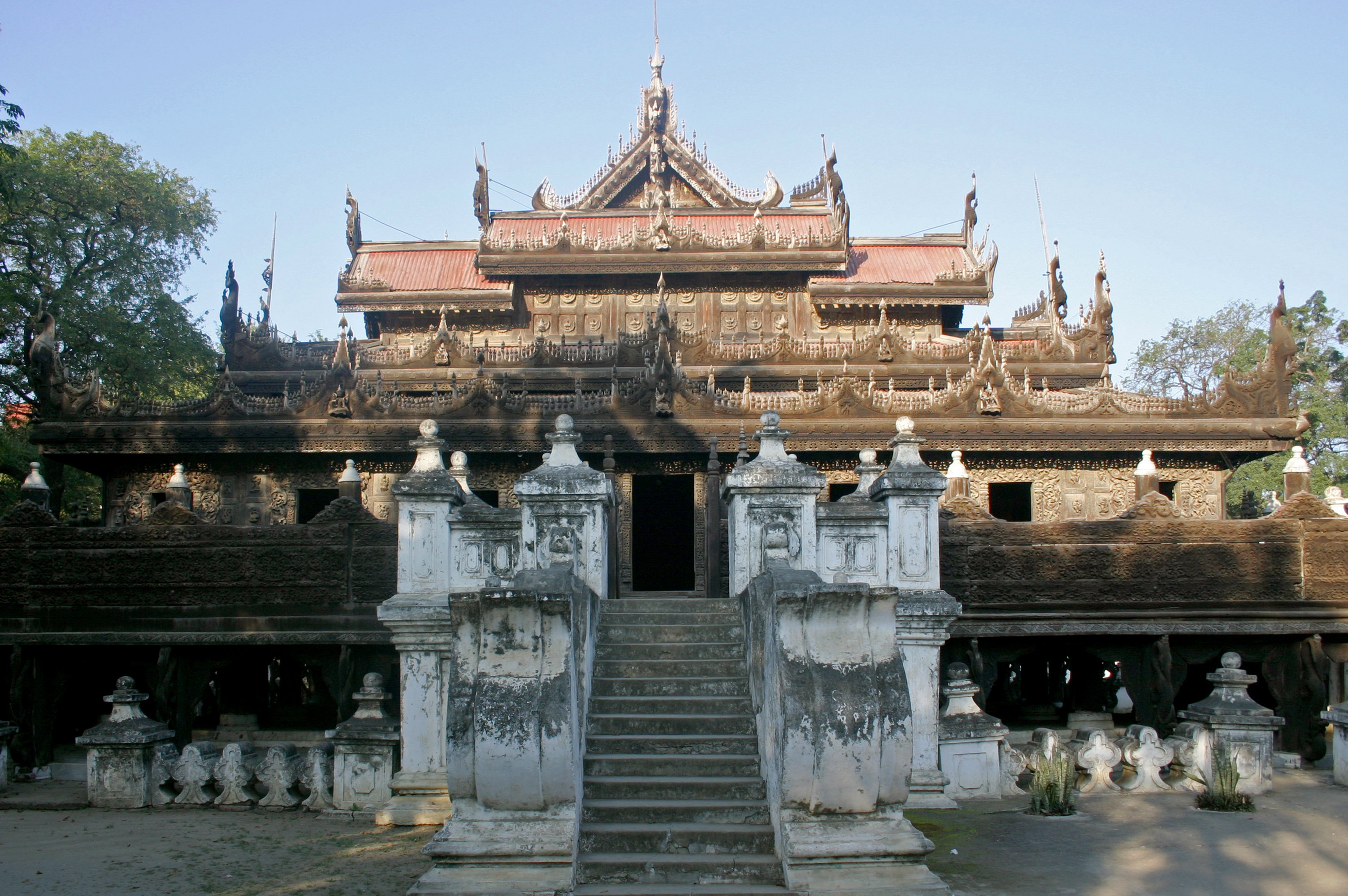
金色宫殿僧院，曼德勒的贡榜王朝王家僧院
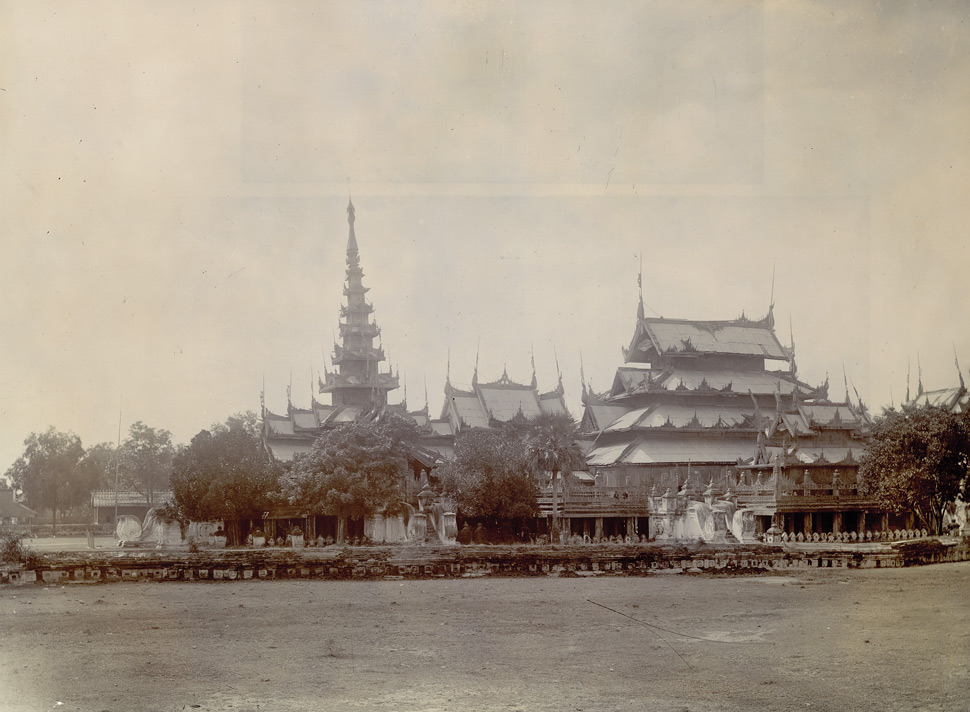
代杜僧院，曼德勒的贡榜王朝王家僧院，建有比亚达重檐尖塔
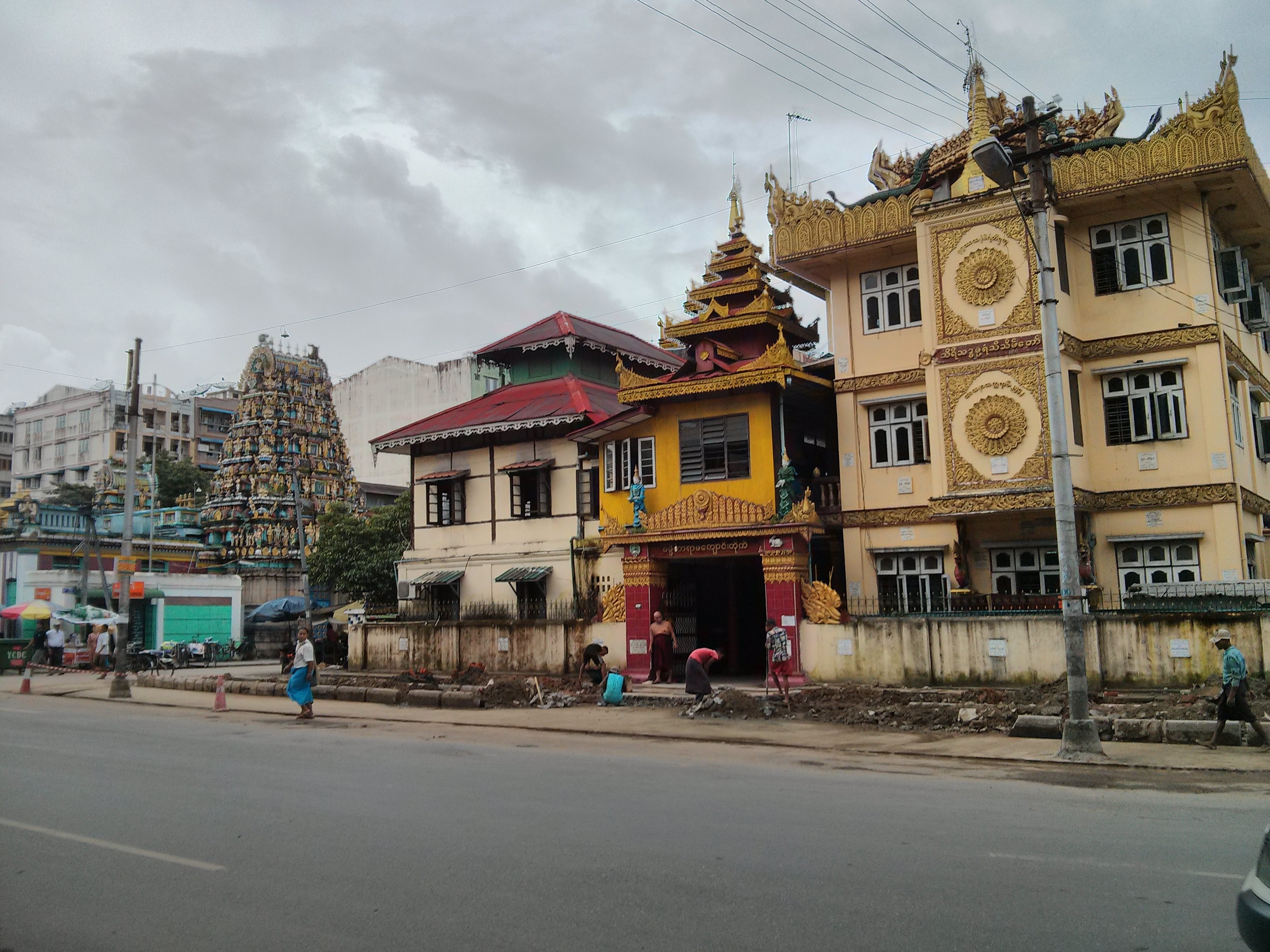
位於仰光阿奴律陀路邊一所僧庠
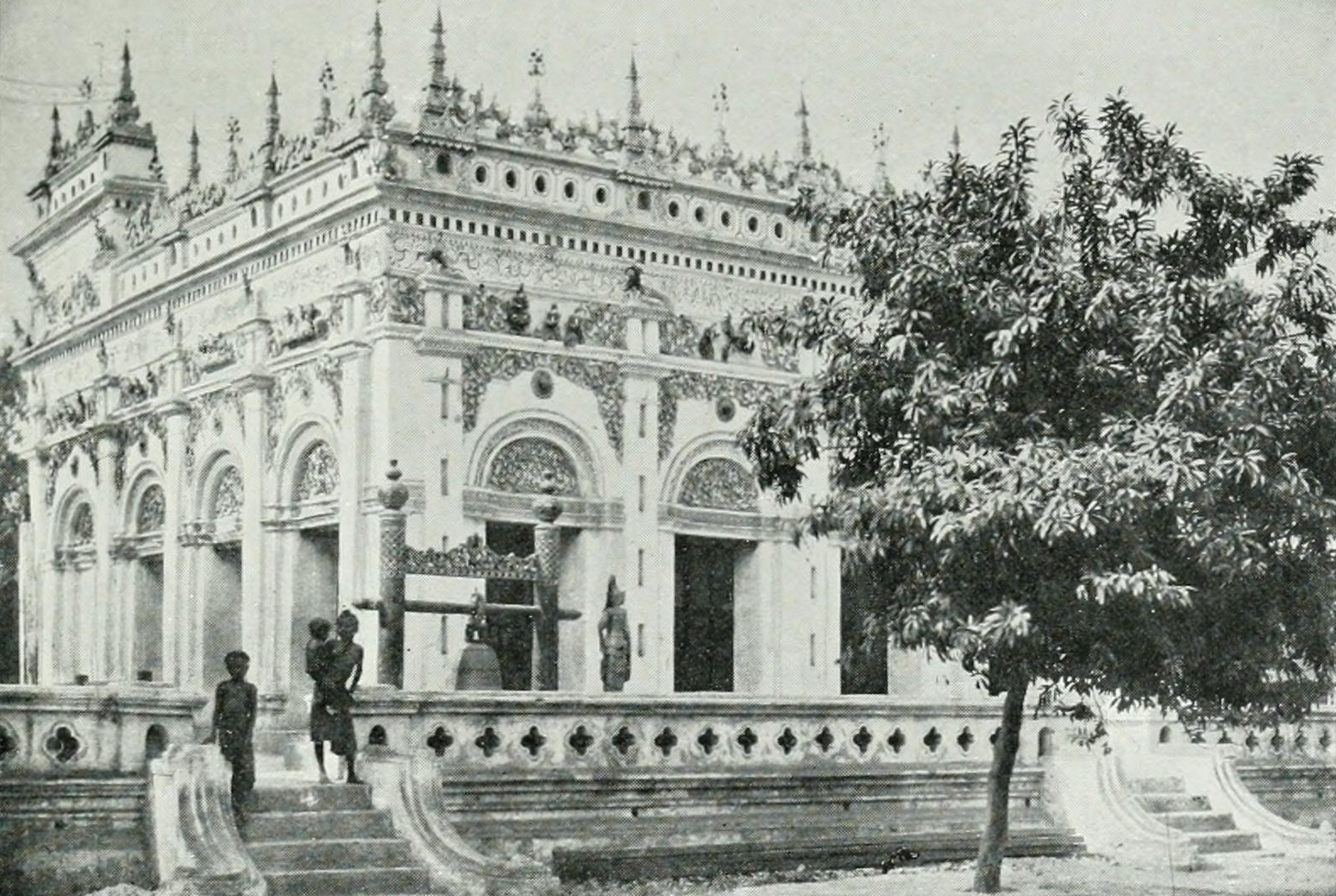
曼德勒尧敏基僧院（英语：Yaw Mingyi Monastery），建于19世纪，其设计以南意大利的一处酒店为蓝本
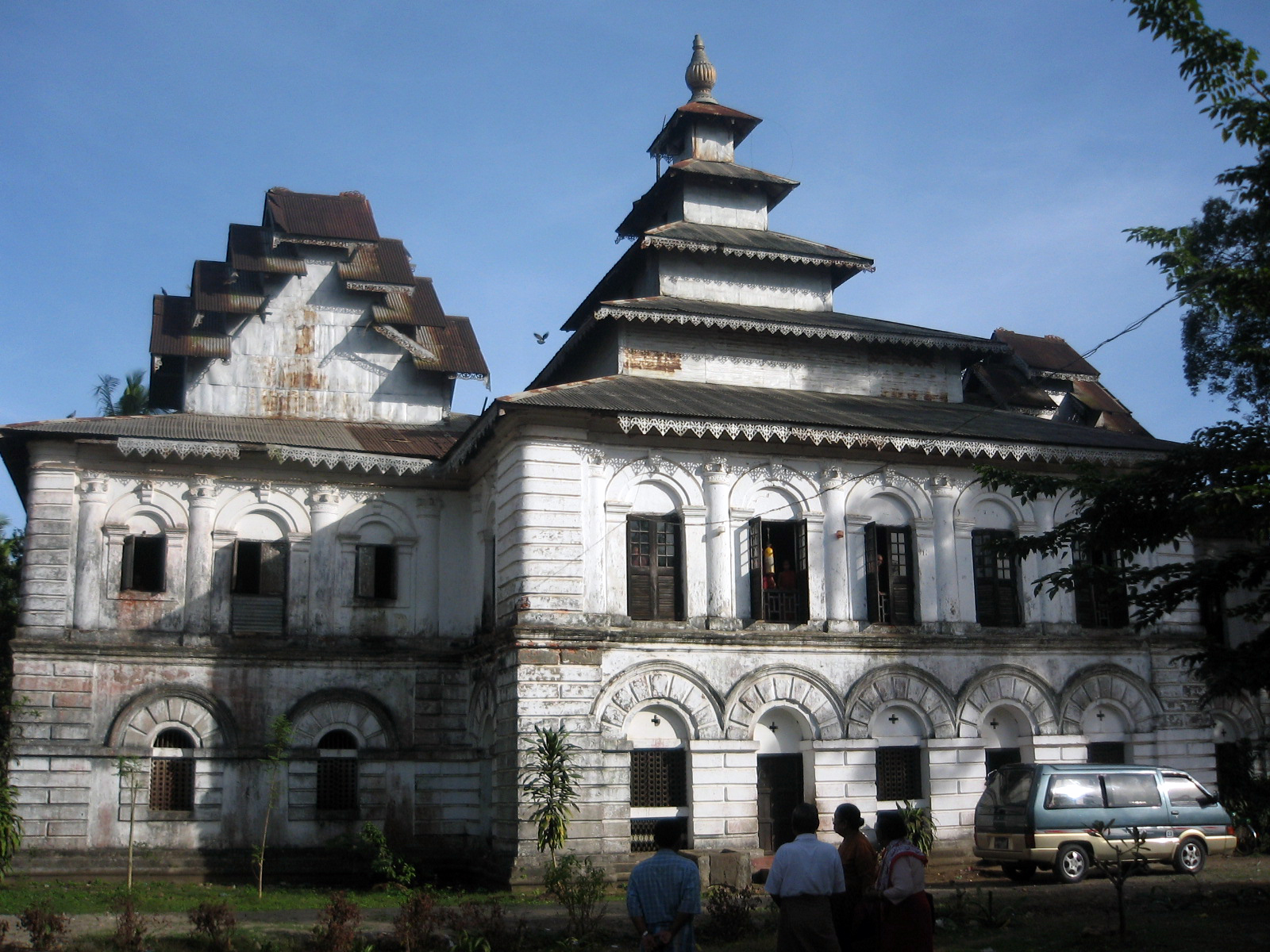
实兑瑞泽迪僧院（英语：Shwezedi Monastery），建于英属缅甸时期的1903年，可见其西式结构

### 布局
缅甸僧庠建筑群的典型布局如下：
- 戒堂（ Thein，源于巴利文sīmā），僧人受戒行业的场所
- 讲经堂（ Dhammayon），讲经和集体活动场所
- 支提（ Zedi，源于巴利文cetiya），佛塔，常覆金箔
- 香室（ Gandhakuti，源于巴利文gandhakuṭi），供奉僧院内重要佛像的阁楼
- 供奉善尸婆利和善优波毱多二位阿罗汉的庙堂
- 达贡丹（英语：Tagundaing）[17]，象征当地精灵臣服于佛法的纪念杆
- 扎亚（英语：Zayat），露天亭，供休息
- 僧舍，僧人生活起居处
- 仓库（ Kyetthayei khan）
- 炊事处

贡榜王朝时期的传统僧院则遵循如下的布局。這些建築通常呈東西軸向排佈。
- 比亚达殿（ Pyatthat hsaung），供奉佛像，供國王或西亞多膜拜。建有比亚达式重檐尖塔[19]，有五層、七層或九層，東、南、北三面設階梯[18]。
- 萨努殿（ Sanu hsaung），位於比亚达殿和桑马基之间，是住持招待来访僧侣和沙弥的地方[18]。
- 桑马基（ Hsaungmagyi /  hsaungma），主殿，用于授课、举行仪式，年轻僧侣在此起居[18]。
- 包加殿（ Bawga hsaung），用于储藏，多划为三个房间，中央的房间供沙弥居住，另外两个房间用于储藏粮食[18]。

### 例子
- 阿杜马昔皎僧院
- 马哈甘达永僧院（英语：Mahagandhayon Monastery）
- 瑞因宾僧院
- 金色宫殿僧院
- 瑞泽迪僧院（英语：Shwezedi Monastery）
- 尧敏基僧院（英语：Yaw Mingyi Monastery）
- 金佛寺（英语：Golden Pagoda, Namsai），印度阿鲁纳恰尔邦南赛县
- 丹米卡拉马缅甸佛寺（英语：Dhammikarama Burmese Temple），马来西亚槟城州乔治敦
- 缅甸玉佛寺（英语：Burmese Buddhist Temple），新加坡

## 滇西

### 德宏奘房
德宏地区许多村寨都建有奘房，规模小的寨子则出资与邻近大寨共用奘房。德宏最早的奘房是瑞丽市的芒佛寺，傣语称“雷奘相”，意为宝石山佛寺，约建于11世纪初，陇川县章凤镇的寺院“奘相过”也建于同一时期。1956年德宏州共有奘房632座，其中傣族奘房575座，阿昌族44座，德昂族13座；到1989年全州共有奘房551座。
德宏的奘房从建筑形式上分为两种类型：无墙基的“干栏式”传统傣族风格建筑，俗称 “楼奘”，此类型数量较多，在农村尤为普遍；另一种是有墙基的受汉族风格影响的形式，俗称“地奘”，多分布在城镇。奘房整体布局上通常是单座式建筑，设少量亭阁和佛塔等附属建筑物。大殿布局多为坐西向东，呈纵式平面，进深常大于面阔。大殿内的装饰物、装饰画以黄、红为主色调，屋顶有草顶、铁皮顶、瓦顶三种类型。

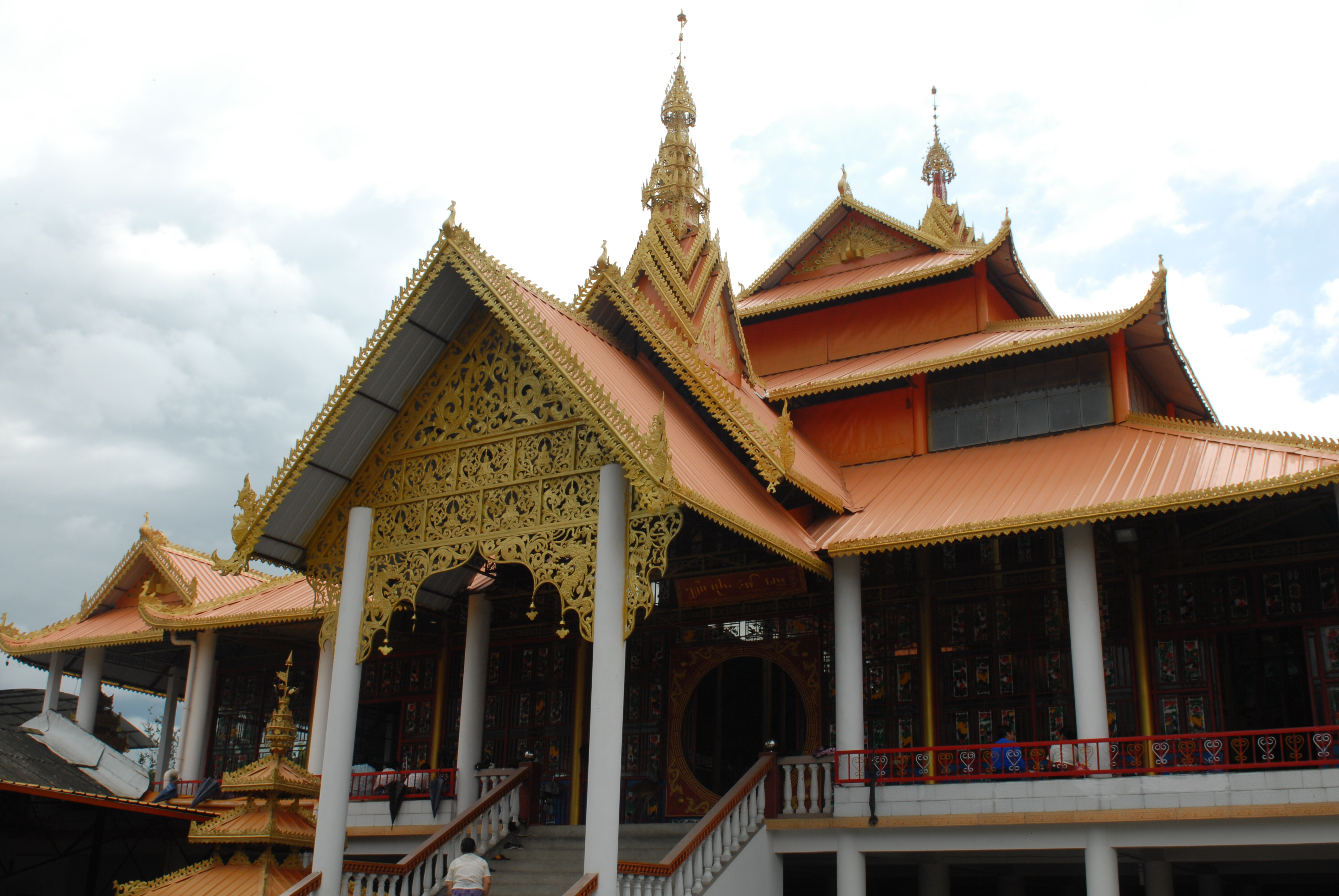
位于德宏州芒市城北遮安村内的奘房“遮安银寺”，属于“楼奘”
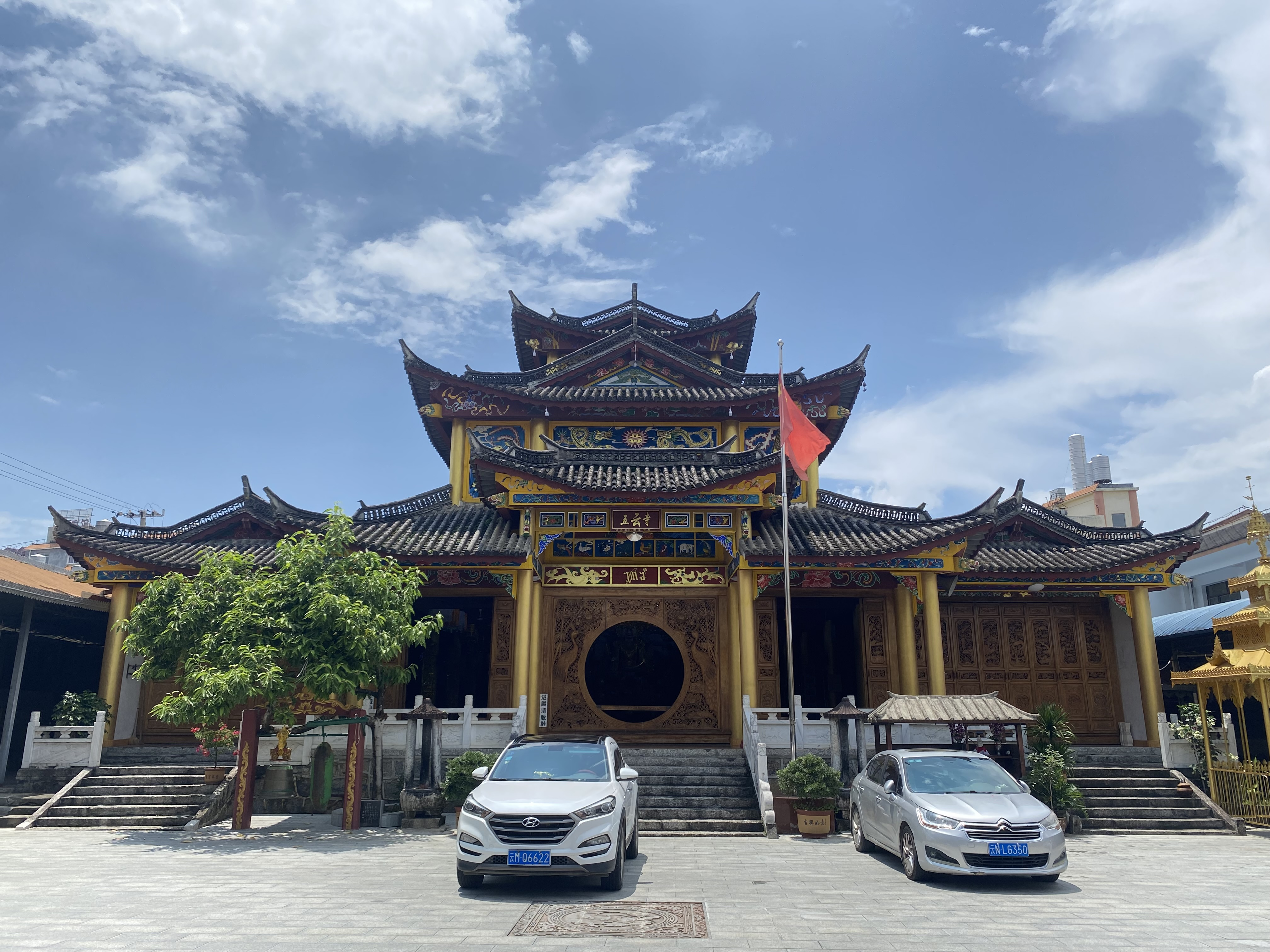
位于德宏州芒市城东的奘房“五云寺”，属于“地奘”
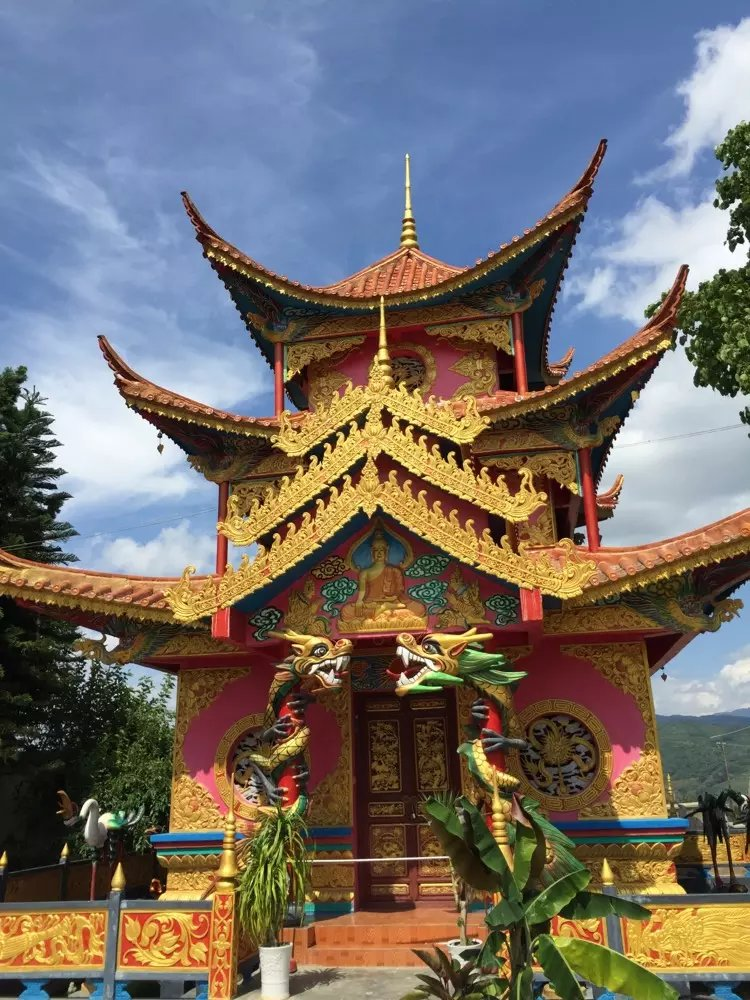
位于临沧市沧源县勐角乡勐角村的缅寺金龙寺

### 例子
- 芒市：菩提寺、五云寺、佛光寺
- 瑞丽：等喊弄奘寺、芒艾奘寺
- 陇川：芒捧奘寺、加孔奘寺、连勐奘寺
- 梁河：勐底奘房
- 盈江：南算奘房
- 保山：老城奘房、芒宽奘房
- 腾冲：羡多奘房
- 龙陵：勐糯寺
- 沧源：广允缅寺、金龙寺

## 金三角地區

Srǐi-chum寺 (南邦)名爲（注意不是泰國南部同名寺院西昌寺），卻是奘房風格。

景棟（撣邦東部）與泰北（蘭納），不少漥寺實則具有奘房風格。由於僧庠與漥寺在當地僅僅是僧院之意，並無語義上的區分，衹有外地人將這兩個名稱用於指代緬柬兩種不同風格的寺廟。因此這兩地很多奘房被稱爲漥寺，也有很多漥寺被稱爲僧庠。此外，兩地還多見混合風格的寺廟，如Srǐi-rɔɔng-mʉʉang寺。

## 资料来源
1. 1 2 3  Houtman, Gustaaf. . ILCAA. 1990 （英语）.
2. ↑  . 中国佛教网.   [2017-10-20]. （原始内容存档于2020-12-09）.
3. ↑  刀金安、李才忠、岩光、奚云华、岩温叫、李炳荣. . 昆明: 云南民族出版社. 2006年8月: P178. ISBN 7-5367-3483-2.[]
4. ↑  刘, 铭初. . 凤凰网佛教. 中国民族报. 2015-09-23  [2017-10-20]. （原始内容存档于2020-08-12）.
5. ↑  . 搜狐旅游. 玩转云南. 2016-07-01. （原始内容存档于2020-08-12）.
6. ↑  铁木尔·达瓦买提主编. . 北京：民族出版社. 1998.08: 422. ISBN 7-105-03121-2.
7. ↑  Johnston, William M. . Taylor & Francis. 2013. ISBN 978-1-136-78715-7.
8. ↑  . The State Samgha Maha Nayaka Committee.   [2020-05-19]. （原始内容存档于2021-01-27） （美国英语）.
9. 1 2 3  James, Helen. . Psychology Press. 2005: 78–83. ISBN 9780415355582 （英语）.
10. 1 2  Huxley, Andrew. . South East Asia Research. 2007, 15 (3): 429–433. JSTOR 23750265.
11. ↑  . Department of Religious Affairs. Ministry of Religious Affairs.   [2016-11-13]. （原始内容存档于2020-10-20） （缅甸语）.
12. 1 2  Mendelson, E. Michael. . Cornell University Press. 1975. ISBN 9780801408755 （英语）. sangha and state in burma.
13. ↑  Reid, Anthony. . Yale University Press. 1990. ISBN 0300047509 （英语）.
14. ↑  Fraser-Lu, Sylvia. . Oxford University Press. 1994. ISBN 9780195886085 （英语）.
15. ↑  见维基词典【วัด】
16. ↑  . Marshall Cavendish. 2007: 630. ISBN 978-0-7614-7631-3.
17. ↑  Nisbet, John. . A. Constable & Company, Limited. 1901 （英语）.
18. 1 2 3 4 5  Aye Mya Mya Sein.  (PDF). Yadanabon University Research Journal: 72–82.   [2024-06-29]. （原始内容存档 (PDF)于2024-06-29）.
19. ↑  India, Archaeological Survey of; Marshall, Sir John Hubert. . Superintendent of Government Printing. 1904 （英语）.
20. 1 2  张, 方元. . 昆明: 云南人民出版社. 2000年5月: P154-P155. ISBN 7-222-02968-0.[]